# Кубок шотландської ліги з футболу 2002—2003
Кубок шотландської ліги 2002–2003 — 57-й розіграш Кубка шотландської ліги. Змагання проводиться за системою «плей-оф», де і визначають переможця. Переможцем вдруге поспіль став Рейнджерс.

## Календар
| Раунд        | Дата                         | Матчі | Клуби   |
| ------------ | ---------------------------- | ----- | ------- |
| Перший раунд | 7-11 вересня 2002            | 14    | 42 → 28 |
| Другий раунд | 24-25 вересня 2002           | 12    | 28 → 16 |
| 1/8 фіналу   | 22 жовтня - 6 листопада 2002 | 8     | 16 → 8  |
| 1/4 фіналу   | 6-13 листопада 2002          | 4     | 8 → 4   |
| 1/2 фіналу   | 4-6 лютого 2003              | 2     | 4 → 2   |
| Фінал        | 16 березня 2003              | 1     | 2 → 1   |

## Перший раунд
| Команда 1                     | Рахунок      | Команда 2                |
| ----------------------------- | ------------ | ------------------------ |
| 7 вересня 2002                |              |                          |
| Ейрдрі Юнайтед (3)            | 1:0          | Елгін Сіті (4)           |
| Альбіон Роверз (4)            | 0:1          | Гамільтон Академікал (3) |
| Бервік Рейнджерс (3)          | 4:2          | Арброт (2)               |
| Гретна (4)                    | 1:2          | Іст Файф (4)             |
| Грінок Мортон (4)             | 2:3 дч       | Сент-Міррен (2)          |
| Квінз Парк (4)                | 1:0          | Іст Стерлінгшир (4)      |
| Квін оф зе Саут (2)           | 2:0          | Форфар Атлетік (3)       |
| Странрар (3)                  | 6:1          | Бріхін Сіті (3)          |
| 10 вересня 2002               |              |                          |
| Клайд (2)                     | 0:1          | Росс Каунті (2)          |
| Ковденбіт (3)                 | 3:2          | Монтроз (4)              |
| Фолкерк (2)                   | 2:0          | Пітергед (4)             |
| Інвернесс Каледоніан Тісл (2) | 2:0          | Дамбартон (3)            |
| Рейт Роверз (3)               | 2:3 дч       | Аллоа Атлетік (2)        |
| 11 вересня 2002               |              |                          |
| Стерлінг Альбіон (4)          | 3:3 пен. 4:2 | Стенхаузмур (3)          |

## Другий раунд
| Команда 1                     | Рахунок      | Команда 2                |
| ----------------------------- | ------------ | ------------------------ |
| 24 вересня 2002               |              |                          |
| Аллоа Атлетік (2)             | 0:2          | Гіберніан                |
| Ейр Юнайтед (2)               | 0:2          | Фолкерк (2)              |
| Бервік Рейнджерс (3)          | 0:3          | Партік Тісл              |
| Ковденбіт (3)                 | 1:2 дч       | Данфермлін Атлетік       |
| Данді Юнайтед                 | 4:1          | Квінз Парк (4)           |
| Іст Файф (4)                  | 0:2          | Мотервелл                |
| Інвернесс Каледоніан Тісл (2) | 3:1          | Сент-Міррен (2)          |
| Кілмарнок                     | 0:0 пен. 3:4 | Ейрдрі Юнайтед (3)       |
| Росс Каунті (2)               | 3:0          | Гамільтон Академікал (3) |
| Странрар (3)                  | 1:3 дч       | Сент-Джонстон (2)        |
| 25 вересня 2002               |              |                          |
| Данді                         | 3:1          | Квін оф зе Саут (2)      |
| Стерлінг Альбіон (4)          | 2:3          | Гарт оф Мідлотіан        |

## 1/8 фіналу
| Команда 1          | Рахунок | Команда 2                     |
| ------------------ | ------- | ----------------------------- |
| 22 жовтня 2002     |         |                               |
| Данфермлін Атлетік | 2:0     | Фолкерк (2)                   |
| Партік Тісл        | 1:0     | Данді                         |
| 23 жовтня 2002     |         |                               |
| Селтік             | 4:2     | Інвернесс Каледоніан Тісл (2) |
| Гарт оф Мідлотіан  | 3:0     | Росс Каунті (2)               |
| 24 жовтня 2002     |         |                               |
| Гіберніан          | 2:3     | Рейнджерс                     |
| 29 жовтня 2002     |         |                               |
| Ейрдрі Юнайтед (3) | 1:2     | Данді Юнайтед                 |
| 5 листопада 2002   |         |                               |
| Сент-Джонстон (2)  | 0:1     | Лівінгстон                    |
| 6 листопада 2002   |         |                               |
| Абердин            | 3:1     | Мотервелл                     |

## 1/4 фіналу
| Команда 1          | Рахунок      | Команда 2         |
| ------------------ | ------------ | ----------------- |
| 6 листопада 2002   |              |                   |
| Селтік             | 1:1 пен. 5:4 | Партік Тісл       |
| 7 листопада 2002   |              |                   |
| Данфермлін Атлетік | 0:1          | Рейнджерс         |
| 12 листопада 2002  |              |                   |
| Абердин            | 0:1          | Гарт оф Мідлотіан |
| 13 листопада 2002  |              |                   |
| Лівінгстон         | 0:2          | Данді Юнайтед     |

## 1/2 фіналу
| Команда 1         | Рахунок | Команда 2     |
| ----------------- | ------- | ------------- |
| 4 лютого 2003     |         |               |
| Гарт оф Мідлотіан | 0:1     | Рейнджерс     |
| 6 лютого 2003     |         |               |
| Селтік            | 3:0     | Данді Юнайтед |

## Фінал
| 16 березня 2003 |

| Селтік      | 1:2      | Рейнджерс                   |
| ----------- | -------- | --------------------------- |
| Ларссон 57' | Протокол | Каніджа 23' Левенкрандс 35' |

| Гемпден-Парк, Глазго Глядачів: 52 000 Арбітр: Кенні Кларк |